# Cary Odell
Cary Odell (Indiana, 20 dicembre 1910 – San Luis Obispo, 19 gennaio 1988) è stato uno scenografo statunitense.
Ottenne tre volte la candidatura ai Premi Oscar nella categoria migliore scenografia: nel 1945, nel 1959 e nel 1965.

## Filmografia parziale
- Fascino (1944)
- Sgomento (1949)
- Stanotte sorgerà il sole (1949)
- Morte di un commesso viaggiatore (1951)
- Il membro del matrimonio (1952)
- La rivolta delle recluse (Women's Prison), regia di Lewis Seiler (1955)
- A trenta milioni di chilometri dalla Terra (1957)
- Una strega in paradiso (1958)
- Cowboy (1958)
- Cordura (1959)
- Sette giorni a maggio (1964)
- Donne, v'insegno come si seduce un uomo (1964)
- Il re delle isole (1970)